# Jerzy Plesner
Jerzy Plesner (ur. 4 marca 1929, zm. 29 sierpnia 2019) – polski architekt i urbanista, działający głównie w Krakowie, profesor na Wydziale Architektury Wnętrz Akademii Sztuk Pięknych im. Jana Matejki w Krakowie.

## Życiorys
Urodził się 4 marca 1929 roku. W 1955 roku ukończył studia na Moskiewskiej Szkole Malarstwa, Rzeźby i Architektury. Ukończył również studia na Wydziale Architektury Politechniki Krakowskiej. Był profesorem na Wydziale Architektury Wnętrz Akademii Sztuk Pięknych im. Jana Matejki w Krakowie. W latach 1959–1965 brał udział w budowie Uniwersyteckiego Szpitalu Dziecięcego w Krakowie, a w latach 1961–1967 osiedla Ugorek w tym samym mieście. 
W latach 1961–1971 był członkiem ekipy zajmującej się wybudowaniem osiedla Wrocławska w Krakowie, a w okresie między 1966 a 1973 Uniwersytetu Komisji Edukacji Narodowej, znajdującego się w tym samym mieście. Uczestniczył również w budowie Domów Studenckich Collegium Medicum Uniwersytetu Jagiellońskiego. Zmarł 29 sierpnia 2019 roku.

## Wyróżnienia i odznaczenia
W 1966 został odznaczony Srebrną Odznaką Stowarzyszenia Architektów Polskich.

## Ważniejsze projekty
- Uniwersytecki Szpital Dziecięcy, Kraków (1959–1965)
- Osiedle Ugorek, Kraków (1961–1967)
- Osiedle Wrocławska, Kraków (1961–1971)
- Uniwersytet Komisji Edukacji Narodowej, Kraków (1966–1973)
- Domy Studenckie Collegium Medicum UJ, Kraków (1971–1979)

Opracowano na podstawie źródła:.